# Módulo topológico
En matemáticas, un módulo topológico es un módulo definido sobre un anillo topológico tal que la multiplicación escalar y la suma son continuas.

## Ejemplos
- Un espacio vectorial topológico es un módulo topológico sobre un cuerpo.

- Un grupo abeliano topológico se puede considerar como un módulo topológico sobre {\displaystyle \mathbb {Z} ,} donde {\displaystyle \mathbb {Z} } es el anillo de los números enteros con la topología discreta.

- Un anillo topológico es un módulo topológico sobre cada uno de sus subanillos.

- Un ejemplo más complicado es la topología {\displaystyle I}-ádica en un anillo y sus módulos. Sea {\displaystyle I} un ideal de un anillo {\displaystyle R.} Los conjuntos de la forma {\displaystyle x+I^{n}} para todos los {\displaystyle x\in R} y todos los enteros positivos {\displaystyle n,} forman una base para una topología en {\displaystyle R} que convierte a {\displaystyle R} en un anillo topológico. Entonces, para cualquier módulo {\displaystyle R} a la izquierda, {\displaystyle M,} los conjuntos de la forma {\displaystyle x+I^{n}M,} para todos los {\displaystyle x\in M} y todos los números enteros positivos {\displaystyle n,} forman una base para una topología en {\displaystyle M} que convierte a {\displaystyle M} en un módulo topológico sobre el anillo topológico {\displaystyle R.}